# Symfonie nr. 1 (Rochberg)
George Rochberg componeerde zijn Symfonie nr. 1 in 1948 / 1949. Rochberg was herstellende van zijn werkzaamheden tijdens en verwondingen opgelopen tijdens de Tweede Wereld, met name in het Ardennenoffensief. Rochberg heeft meegewerkt aan de bevrijding van Europa, maar hield daar een beschadigd ledemaat aan over voor de rest van zijn leven. Herstel vergde vele maanden.

## Compositie
De eerste symfonie is het eerste werk van de componist voor op grote schaal (lees symfonieorkest). Hij werd nog wel beïnvloed door zijn leermeesters waaronder George Szell een Rosario Scalero, maar zocht toch al een eigen weg. Toen de symfonie voltooid was zei Szell: “This is the craziest music I have ever seen”; Scalero:”Why are you making this seconds?”, duidend op de ongebruikelijke klanken. Ook de beoogd dirigent van de oefenpremière Alexander Hilsberg dorst het niet aan en liet het over aan de componist, die zelf nauwelijks enige ervaring met dirigeren had. De symfonie was geboren onder een ongelukkig gesternte en belandde op de plank. Pas acht jaar later probeerde Eugene Ormandy het met zijn Philadelphia Orchestra opnieuw. Ormand raadde de componist aan het werk grondig te reviseren, b.v. het tweede weg te laten en de finale aan te passen, zodat de symfonie niet zo abrupt zou eindigen. Rochberg weigerde en de symfonie belandde opnieuw op te planken. Het leverde een onmin tussen beide heren op. Het tweede en derde deel van het werk zouden als los werk het podium wél weten te bereiken, de rest van de symfonie is nooit openbaar ten gehore gebracht. Pas veel later zou Rochberg aan het werk beginnen te sleutelen (1977), maar het bleef onuitgevoerd als totaal. Als men de symfonie in 2003 wil uitvoeren en opnemen reviseert Rochberg verder, maar in de basis bleef de symfonie ongewijzigd.

## Delen
1. Allegro molto, ma un poco pesante, Exultant!!
2. Night music : poco adagio, like a slow march
3. Capriccio: Fast and Impetuous; like a curtain-raiser
4. Variations: molto adagio; very slow and stately
5. Finale: Adagio: parlando e rubate – allegro gioioso.

De symfonie laat een balans horen tussen een uitgelaten en dan weer gelaten componist horen. Het deel Night Music laat een intieme cellopartij de boventoon voeren, terwijl in de delen (1) en (5) de muziek abrupt onderbroken wordt door slagwerkritmes, die voorheen bij Igor Stravinski te horen waren in zijn Le Sacre du printemps. Deel (2) bevat een passage die lijkt op de oorlogsparade uit de zevende symfonie van Sjostakovitsj, niet qua melodie of ritme, maar indringendheid; op de achtergrond aanwezig, maar de rest overheersend. Het slot is zo abrupt gebleven als de componist wilde; je vermoedt dat het werk verdergaat, maar dat is dus niet het geval.

## Bron en discografie
- Uitgave Naxos: Omroep Symfonieorkest Saarbrücken o.l.v. Christopher Lyndon-Gee